# 에미넴
에미넴(영어: Eminem)이라는 예명으로 활동 중인 마셜 브루스 매더스 3세(영어: Marshall Bruce Mathers IIl, 1972년 10월 17일~)는 미국의 래퍼, 배우, 프로듀서, 작곡가, 사업가이다. 솔로 경력 이외에도 그룹 D12의 멤버이며, 로이스 다 5'9"와 결성한 힙합 듀오 배드 미츠 이블 중 한 명이다. 에미넴은 1996년 언더그라운드 시절 때 정규 1집 음반 Infinite를 냈으며 1997년에는 비정규 앨범인 Slim Shady EP를 냈다. 닥터 드레는 그 앨범을 듣고 에미넴을 만났다고 한다. 1999년 닥터 드레의 지원으로 2집 The Slim Shady LP로 정식 데뷔를 했고, 그래미 상에서 최우수 랩 앨범을 수상받았다. 다음 음반인 The Marshall Mathers LP는 미국에서 역사상 가장 빨리 팔린 솔로 아티스트 음반이라는 기록을 세웠다. 이 음반들을 통해 대중에게 이름을 널리 알렸다. 또한 자신의 레코드사인 셰이디 레코드를 만들었으며, 1996년 프로젝트 그룹 D12를 결성했다. 50 센트를 유명한 래퍼로 만들어준 인물이기도 하다.
이후 네 번째 정규 음반 The Eminem Show를 발매했고 2002년 열린 그래미 상에서 최우수 랩 앨범상을 받아 세 번 연속으로 그래미 수상을 받는다. 2002년에는 자신이 주연으로 출연한 영화 《8 마일》의 사운드트랙으로 수록된 "Lose Yourself"를 통해 아카데미 상 최우수 오리지널 노래상을 받았다. "Lose Yourself"는 빌보드 핫 100 1위에 오르며 12주 동안이나 정상을 지켜 가장 길게 1위를 차지했던 힙합 싱글로 남았다.또,”Lose Yourself”는 많은 사람들이 에미넴 노래 1위로 뽑고 있는 노래이다. 2004년에는 다섯 번째 정규 음반 Encore를 발매했고, 이어 2009년 5월 15일 여섯 번째 정규 음반 Relapse로 5년만에 앨범을 낸다. 에미넴은 미국 닐슨 사운드스캔에 따르면 역사상 베스트 셀러 아티스트이고, 현재까지 1억 5500만 장 이상의 음반 판매고를 기록하고있다. 2010년에는 에미넴의 일곱 번째 정규 음반 Recovery를 발매한다. 이 음반은 빌보드 200 1위를 차지해 연속 6번째 1위를 차지하게 되며, 세계적으로도 상업적인 성공을 했다. 이 음반은 빌보드 200 5주 동안 1위를 했었고, 총 7주 동안 정상을 지켰다. Recovery는 2010년까지 570만장 이상의 판매고를 기록하며 그 해 세계에서 가장 많이 팔린 음반 2위를 기록했다. 2013년 The Marshall Mathers LP 2를 발매했다. 초동 79만 2천장을 팔며 그해 초동 2위를 기록했다. 현재 스트리밍 합산 판매량으로 400만 장 이상 팔렸다. 2017년 Revival을 발매했다. 빌보드 앨범 차트 1위는 했지만 굉장히 아쉬운 판매량을 보여줬다. 2018년에는 Revival을 낸지 1년도 안되어서 10번째 앨범 Kamikaze를 발매했다.

에미넴의 로고

에미넴은 세계에서 가장 많은 음반을 판 음악가 중 한 명으로, 2000년대 가장 많은 음반을 판 음악가이다. 또한 수 많은 잡지에서 선정하는 가장 위대한 음악가 목록에 자주 포함되는데, 《롤링 스톤》의 역사상 가장 위대한 음악가 100인 중 82위에 올랐다. 또한 에미넴에게 힙합의 황제(The King of Hip Hop)라고 언급했다. D12와 배드 미츠 이블의 작품을 포함해 빌보드 200에서 총 10장의 음반을 1위에 올렸다. 카미카제 앨범도 1위로 데뷔시키며 최초로 9개 앨범을 1위로 데뷔 시킨 아티스트가 되었다. 에미넴은 세계적으로 8,000만 장의 음반 판매량과 1억 2,000장의 싱글 판매량을 기록하고 있다. 2014년 3월까지 미국에서 4,491만 장의 음반 판매량을 기록하고 있는데, 닐슨 사운드스캔이 시작된 이후로 남자 가수 중에서는 두 번째이며, 전체에서는 여섯 번째로 높은 판매량이다. 래퍼들 중에서 투팍과 함께 가장 많은 다이아몬드 앨범을 가지고 있다. 동시에 케이티 페리와 같이 3개의 다이아몬드 싱글을 가지고 있어 가장 많은 다이아몬드 싱글 보유자이다. 카미카제 앨범으로 영국 차트 9번째 1위를 달성해 아바, 레드 제플린의 기록을 깨고 가장 많은 앨범 차트 1위를 가진 아티스트가 되었다.

## 생애와 경력

### 1972~1996: 유년 시절,Infinite
마샬 브루스 매서스 3세는 1972년 10월 17일 데보라 매서스-브링스와 마샬 브루스 매서스 주니어의 아들로 미주리주 세인트 조지프에서 태어났다. 태어난 지 얼마 되지 않아 아버지는 가족을 버리고 떠났기 때문에, 아버지가 없이 홀어머니와 함께 자랐다. 12살이 될 때까지 미주리주 내 캔자스 시티, 미주리 등 여러 도시를 옮겨다녔다. 워렌으로 이사가기 전, 디트로이트 근교에서 살았는데 이 때, 비스티 보이즈의 음반인 《Licensed to Ill》을 듣고 힙합에 관심을 가지기 시작하였고 14살 때 "M&M"이라는 예명으로 아마추어 래퍼로 시작하여 "베이스민트 프로덕션"이라는 그룹에 가입한 뒤 자신이 포함된 그룹의 첫 번째 EP인 Steppin' Onto The Scene을 발매한다. 이후 그룹의 이름을 "소울 인텐트"로 바꾸고 마신 덕 레코드에 들어가 첫 번째 싱글음반인 "Fuckin' Backstabber"을 발매한다. 이후 워렌에 있는 링컨 고등학교에 입학하지만, 오스번 고등학교 근처에서 열렸던 프리스타일 랩 배틀에 종종 참여하였다. 이후 언더그라운드에서 이름을 알리기 시작했고 9학년 때 무단 결석으로 인해 3번 유급되었고 17살에 학교를 자퇴한다.
매서스는 처음으로 1992년, 제프, 마크 베이스 형제가 만든 FBT 프로덕션과 계약을 하였다. 매서스는 세인트 클레어 슈어스에 위치한 질버트 로지 레스토랑에서 잡일 및 보조로 저임금으로 일하며 몇 차례 돈을 벌었다. 1996년, 독립 레이블인 웹 엔터테인먼트 소속으로 베이스 형제의 도움을 받아 베이스민트에서 녹음하여 완성한 첫 번째 데뷔 음반 Infinite를 발매하였다. 에미넴은 이 때를 "분명히 난 어렸고, 많은 아티스트에 영향을 받았다. 그리고 나스나 에이지 같다는 소리를 많이 들었지만 'Infinite'는 현재 내가 원하는 랩 스타일이 어느 건지 발견하려고 노력했고, 결국 한 단계 성장하는 계기였다. 내게 'Infinite'는 데모같이 더 실력이 늘게 되었다고 느꼈다."고 회상했다. Infinite를 발매하고 나서 돈이 얼마 남지 않은 그는 갓 태어난 딸 헤일리 제이드 스콧을 키우면서 좀 더 돈을 벌어야겠다는 생각을 한다. 이후, 에미넴은 디트로이트 MC 로이스 다 5'9"와 같이 Bad Meets Evil이라는 팀을 꾸려 공연하였고, Infinite를 발매했지만 실패했다. 자살 시도를 했다고 알려져있지만 에미넴은 자살시도를 한적이 없다.
《The Slim Shady EP》를 준비하던 과정에서 언더그라운드 래퍼인 케이지에게 자신의 랩 스타일을 모방했다는 이유로 고소를 당한다. EP 음반을 홍보하던 도중 인세인 클로운 포스의 멤버인 조셉 브루스에게 접근해 EP 발매 행사 때 그룹이 공연할 수 있는 기회를 주는 대신 홍보를 부탁했으나 브루스는 거절했는데 매더스가 자신에게 사전에 이런 식으로 그룹의 이름을 사용하는 걸 허가 받지 않았기 때문이라고 말했다. 브루스가 개인적으로 모욕을 주자 매더스는 결국에 라디오에서 그룹이 인터뷰하던 도중 공격하였다.
이후 에미넴이 1997년 랩 올림픽에서 2등을 차지한 후 지켜보던 인터스코프 레코드의 사장인 지미 아오빈이 에미넴의 데모 테이프를 구하도록 요청했다. 아오빈은 곧바로 애프터매스의 사장인 닥터 드레에게 들려주었고 2번째 음반이자 메이저 데뷔 음반인 The Slim Shady LP의 녹음을 시작한다. 그리고 에미넴은 키드 록의 게스트로 무대에 섰으며 1998년 3월, 힙합 잡지인 더 소스의 "Unsigned Hype" 칼럼을 통해 소개되었다.

### 1998~1999:The Slim Shady LP
빌보드 잡지에 따르면 에미넴은 이 때를 "그의 음악적 포부를 그의 불행한 삶의 탈출할 유일한 방법으로 깨달았다"고 말했다. 1998년 애프터매스와 인터스코프 레코드와의 계약을 맺고 에미넴은 자신의 첫 번째 메이저 정규 음반인 《The Slim Shady LP》를 닥터 드레의 프로듀스 하에 녹음을 시작한다. 발매 후 음반은 1999년 많이 팔린 음반 중 하나로 기록되며 그 해 말에는 트리플 플래티넘을 기록한다. 음반은 대중에게 매우 자극적인 가사로 주목을 받았는데, 〈'97 Bonnie and Clyde〉에서는 갓난 딸과 함께 여행하면서 아내의 시체를 처리하는 내용을 묘사하며 다른 노래인 〈Guilty Conscience〉에서는 마지막에 아내를 살해한다는 내용을 담고 있다. 닥터 드레와의 우정과 음악적 교감은 〈Guilty Conscience〉 이외에도 〈Forgot about Dre〉,〈What's the Difference〉부터 〈Old Time's Sake〉, 〈Crack a Bottle〉 등 계속적으로 이어지며 현재에도 에미넴의 정규 음반에는 닥터드레가 꼭 참여하며 에미넴 또한 애프터매스 소속으로 발매하였다.

### 2000~2002:The Marshall Mathers LP와The Eminem Show
2000년 5월, 두 번째 정규 음반인 《The Marshall Mathers LP》가 발매된다. 음반은 발매 첫 주에 176만장이 팔렸고, 기존에 기록되었던 가장 빠르게 팔린 힙합 음반이었던 스눕 독의 음반 《Doggystyle》과 가장 빠르게 팔린 솔로 음반이었던 브리트니 스피어스의 《...Baby One More Time》을 제치고 미국 음반 역사에 새로 갱신한다. 음반에서 첫 번째로 싱글로 발매된 〈The Real Slim Shady〉는 유명인에 대해 모욕을 하거나 음모를 주장하는 등 일부 논란을 만들어내며 성공하는데 크리스티나 아길레라가 프레드 더스트와 카슨 데일리에게 부적절한 행동을 한다고 묘사하였다.
두 번째 싱글인 〈The Way I Am〉을 발매하며 팬들에게 각인시키고〈My Name Is〉만큼의 차트 순위와 음반 판매량을 기록한다. 또한 에미넴은 〈My Name Is〉 뮤직비디오에서 마릴린 맨슨을 패러디하였는데, 이 계기로 친한 사이가 되어 〈The Way I Am〉 리믹스 버전에 참여. 투어 콘서트에서 마릴린 맨슨과 같이 선보이기도 했다. 세 번째 싱글인 〈Stan〉은 영국의 가수 다이도의 노래 〈Thank You〉를 샘플링하여 만들었는데, 에미넴은 이 곡을 통해 그가 새로 얻은 명성으로 인해 그를 쫓아다니며 《The Slim Shady LP》에 수록된 노래 〈'97 Bonnie & Clyde〉를 듣고 결국엔 그와 그의 임신한 아내를 죽이는 광적인 팬을 픽션으로 그리고 있다. Q 매거진은 역대 3번째로 훌륭한 랩 곡이라고 극찬했으며, 롤링 스톤 지가 뽑은 "역사상 훌륭한 명곡 500선"에서 비교적 높은 290위에 기록되었다. 2000년 7월, 에미넴은 백인 최초로 더 소스 지의 표지 모델이 되었다. 이어 여러 공연에 참여했는데 2001년에 닥터 드레, 스눕 독, 엑스지빗, 아이스 큐브와 함께 업 인 스모커 투어에 참여하였고 록 밴드 림프 비즈킷과 함께 패밀리 밸류 투어에 참여하였다.
2002년 여름, 에미넴은 자신의 세 번째 정규 음반인 《The Eminem Show》를 발매한다. 발매 후 곧바로 차트에 1위에 기록되고 1주 만에 백만장이 팔렸으며, 전 세계에서 총 2000만장이 팔렸다. 첫 번째 싱글은 전 음반 〈The Real Slim Shady〉를 잇는 〈Without Me〉로, 이 곡을 통해 보이 밴드에 대한 경멸심과 림프 비즈킷과 모비, 미국의 당시 부통령이었던 딕 체니의 부인인 린 체니를 비꼬았다. 음반의 날개돋힌 듯한 판매량으로 자신의 아내와 딸 관계, 힙합 씬에서의 위치 등 모두 에미넴의 상승세로 반향되었다. 올뮤직의 스티븐 토마스 얼린은 음반에 관해 분노로 가득했던 《The Marshall Mathers LP》에 비해 많이 다양해졌다고 소개하였다. 그러나 정치 기고가이자 전 음반을 여성혐오주의적 가사가 많다며 비판했던 브렌트 보젤리는 음반에 대해 《The Eminem Show》는 외설적인 표현들로 가득하며 에미넴에게 "motherfucker"를 유화시켜 결합한 "에미네프" (Eminef)라는 예명을 붙이고 일반적으로 널리 퍼져있는 외설적인 음반이라고 비난하였다. 그럼에도 불구하고 음반은 롤링 스톤지가 선정한 "최고의 명반 500선"에서 317위에 기록되었으며, 전 세계 음반차트에서 1위를 하고 싱글들은 성공을 거둬 그래미상을 수상하였다.

### 2003~2007:Encore과 활동 중단

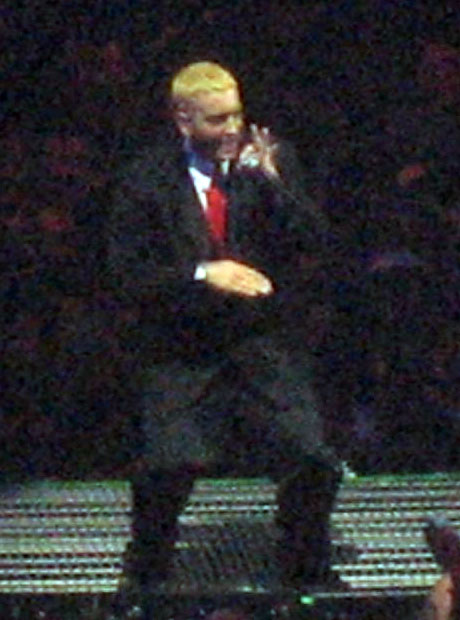
2005년 8월 Anger Management Tour에서 공연중의 에미넴.

2003년 12월 8일, 미국 비밀검찰국은 에미넴이 충분한 근거없이 대통령을 협박한다고 비난했다. 〈We as Americans〉 가사에서 "Fuck money/I don't rap for dead presidents/I'd rather see the president dead/It's never been said, but I set precedents ..." (돈은 상관없어/난 죽은 대통령들을 위해 랩하진 않아/차라리 대통령이 죽는 걸 보고파/아무도 그런 말 안하지, 하지만 난 전례를 만들고...") 라고 대통령에 대해 비난하였다. 이후 보너스 CD를 통해 수록하였다.
2004년, 에미넴은 자신의 네 번째 정규 음반인 《Encore》를 발매한다. 첫 번째 싱글인 〈Just Lose It〉은 곧바로 차트 상위권에 기록되었다. 〈Just Lose It〉은 팝의 황제 마이클 잭슨을 향한 불경한 태도로 논란이 되었다. 싱글을 발매한 지 1주일이 지난 2004년 10월 12일, 마이클 잭슨은 스티븐 하비의 라디오 프로그램에서 아동 성추행 문제, 성형수술, 1984년에 펩시 촬영 중 일어난 사고를 머리에 불붙는 장면으로 자신을 비꼰 에미넴의 뮤직비디오가 불쾌하다고 밝혔다. 〈Just Lose It〉의 가사 또한 마이클 잭슨이 당시 걸려있던 법적 문제를 비꼬았지만, 랩의 초반 부분에서 "... and that's not a stab at Michael/That's just a metaphor/I'm just psycho...." ("...마이클 잭슨을 말하려는 게 아니야/그저 은유일 뿐이야/난 그냥 싸이코야...") 라고 말한다. 그럼에도 불구하고 많은 마이클 잭슨의 팬과 잭슨의 절친한 친구인 스티비 원더는 비디오에 대해 "쓰러져가는 그에게 발길질을 하는 짓이나 다름 없다"며 "허튼 짓"이라고 비판했다. 뮤직비디오에서 에미넴은 마이클 잭슨 외에도 피-위 헤르만, MC 해머, 마돈나를 패러디했다
블랙 엔터테인먼트 텔레비전은 뮤직비디오의 방송을 중지하였으나 MTV는 그대로 방송하였다. 더 소스 지의 사장인 레이먼드 벤지노 스콧은 비디오 방송을 멈출 뿐만 아니라, 곡 활동을 중지하고 공개적으로 마이클 잭슨에게 사과하기를 바란다고 밝혔다. 첫 번째 싱글인 〈Just Lose It〉 이외에도 《Encore》에 수록된 곡들은 공정성에 대해 논란이 일어났는데, 자신의 반전의사를 담은 〈Mosh〉 또한 구설수에 올랐다. 2004년 10월 25일, 2004년 미국 대통령 선거를 1주일 앞두고 에미넴은 인터넷을 통해 〈Mosh〉의 뮤직비디오를 게시하였다. 노래엔 부시에 대한 강한 비난 메시지를 담고 있는데, "부시, 엿 먹어라", "우리나라의 대통령이라고 부르는 대량살상무기"라는 가사가 담겨 있다. 뮤직비디오에는 에미넴이 로이드 뱅크스와 함께 군대를 모으는 장면이 담겨 있으며 뮤직비디오 마지막에는 "11월 2일 화요일, 투표를 하라"고 메시지로 끝난다. 이후 그럼에도 부시가 대선에서 당선되자 부시가 연설하는 도중 에미넴과 결과에 항의하는 사람들이 침입하는 장면으로 바뀌었다.
2005년, 몇몇 내부 관계자들은 백만 장의 음반 판매량을 올렸던 에미넴이 데뷔한 지 6년 만에 활동을 중지할 것으로 보인다고 추측했다. 연 초부터 2CD 구성의 컴필레이션 음반인 《The Funeral》이 연말쯤에 발매될 것이라고 루머가 돌았다. 2005년 12월 6일, 에미넴의 히트곡을 모은 컴필레이션 음반인 《Curtain Call: The Hits》가 발매되었다. 2005년 7월, 디트로이트 프리 프레스는 측근을 통해 에미넴이 잠정적으로 개인 활동을 모두 그만두고 프로듀서와 레이블 사장으로서 활동할 것이라고 보도했다. 컴필레이션 음반이 발매되던 날, 에미넴은 라디오를 통해 이를 부인했다. 하지만 "현재 제 삶의 정점에 있고 내가 앞으로 계속할지는 모를 것 같다는 생각이 들어요... 그래서 우리가 '커튼 콜'이라고 부르는 이유예요. 왜냐하면 이게 마지막일 수도 있거든요. 아무도 모릅니다."라며 자신의 은퇴를 암시적으로 말했다.
2005년, 에미넴은 버나드 골드버그의 책 《미국을 뒤집은 100명의 사람들》에 58위에 기록되었다. 골드버그는 2001년에 뉴욕 타임즈에 기고된 밥 허버트의 논문 중 "에미넴의 세상에선, 모든 여자들이 매춘을 하고 그는 매우 강간하거나 살해하고 싶어한다."를 인용하며 《The Slim Shady EP》의 〈No One's Iller〉를 여성혐오주의적인 예시로 들었다.
2005년 여름, 에미넴은 50 센트, 릴 존, 오비 트라이스 등이 참여하고 3년간의 전미 투어인 앵거 매너지먼트 3 투어에 투자하였으나 2005년 8월, 유럽 일정을 모두 취소하고 그 후 마약 재활원에서 치료 중이며 원인은 수면제 의존 상태라고 밝혔다.

### 2008~2009:Relapse

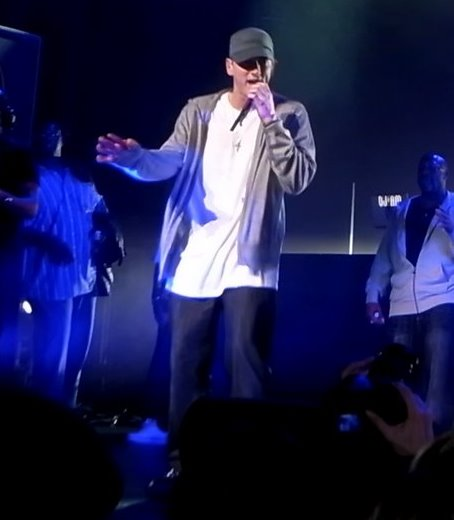
2009년 D12와 함께 공연중인 에미넴.

에미넴은 이후 2008년 9월, 시리우스 XM 라디오 채널의 셰이디 45에 등장해 "현재 제 음반에 모든 걸 집중하고 있어요. 지금까지 단 번에 많은 곡을 쓰고 프로듀싱했어요."라고 말해 인터스코프를 통해 에미넴의 새로운 음반이 나올 것임을 알렸다. 2008년 12월에는 다음 음반의 제목이 《Relapse》이라고 밝혔다.
2009년 3월 5일, 에미넴은 올해 안에 음반이 2개 나온다고 밝혔다. 5월 19일에 발매된 첫 번째 음반인 《Relapse》는 싱글 〈We Made You〉로 뮤직비디오와 함께 4월 7일 공개되었다. 발매 전 유출됐던 〈Crack a Bottle〉은 닥터 드레, 50 센트가 참여하면서 연합 차트에서 1위를 기록했으며, 음반도 발매 직후 전 세계 차트에서 1위를 차지하고 100만장을 팔아들였다. 싱글이었던 "Beautiful"는 전 세계차트 10위권에 진입하고, 특히 스웨덴차트에서 1위를 하는 기록을 했다. 이 앨범은 올해 힙합앨범 중에서 가장 많이 팔린 랩앨범이 됐으며, 전 세계적으로 150만 장 이상이 넘는 판매고를 올렸다. 2009년 8월, 그는 래퍼 드레이크, 릴 웨인, 카니예 웨스트와 함께 "Forever"이라는 히트싱글을 제작한다. 이 곡은 랩차트에서 1위를 기록했다. 이런 성공적인 인기속에 당시 'MTV's Hottest MCs' 리스트에 오르지 못하자 팬들과 몇몇 래퍼들은 그가 왜 리스트에 없냐고 논란이 있었으나, 위원회 측에서 그의 활동시기에 이 리스트 집정시기와는 엇갈렸기 때문이라고 해명했다.후에 에미넴 본인은 이 리스트에 자신이 빠진 것에 대해 신경쓰지 않는다고 밝혔다. 2009년 10월 3일, 에미넴은 DJ 후 키드와 함께 셰이디 45에 출연하면서 프로듀서인 데넌 포터와 저스트 블레이즈가 《Relapse 2》 작업에 매우 바쁘다고 밝혔다. 10월 30일에는 뉴올리언스에서 열린 부두 페스트의 헤드라이너로 참여했다. 공연에서 《Relapse》 곡들을 포함해 D12와 함께 히트곡들을 부르며 2009년 첫 번째 콘서트를 가졌다. 이어 같은해 12월 22일, 그는 6곡의 보너스트랙을 수록한 디럭스 앨범 《Relapse: The Refill》를 발매했다. 디럭스 앨범의 새 싱글인 "Elevator" 와 "Hell Breaks Loose"는 핫 100차트에서 20위안에 진입했다.
2010년 1월 그는 한 인터뷰에서, "《Relapse 2》에 실릴 내용은 이전과 완전히 다를 거야. 《Relapse》를 만들면서, 나는 약물을 내 몸에서 빼는 중이었어. 그래서 그 앨범엔 그저 웃기 위한 요소들이 많았지. 펀치라인이 많아서 마치 《The Slim Shady LP》 시절로 돌아간 것 같았어. 그게 쿨하긴 했지만, 난 이제 그런 시절은 지나쳤지. 펀치라인보다는 노래 자체에 집중할 거야. 사람들이 한 번 웃고 넘기려 듣는 노래는 만들기 싫어. 난 사람들이 수백 번이고 수천 번이고 플레이하는 앨범을 만들고 싶다고"라고 밝히며, 힙합팬들의 기대감을 증폭시켰다.

### 2010~Recovery, The Marshall Mathers LP 2
그러나 같은해 4월, Relapse 2 앨범은 발매하지 않는다고 밝혔으며, 대신 새로운 프로듀서들과 작업하며, 새 앨범 Recovery를 발매한다고 했다. 이 앨범은 2010년 6월 18일에 발표된다. 또한 Recovery에 수록된 "Not Afraid"를 2010년 5월 13일 싱글로 발표하였는데 발표와 동시에 빌보드 핫 100차트 1위에 올랐다. 연이어 2010년 6월 5일자 영국 싱글차트에 "Not Afraid"가 5위로 데뷔했다. 하지만, 앨범 발매일을 2주 앞두고, 6월 8일에 유출되었다. 참여진으로는 릴 웨인, 핑크, 리한나, 코비 등이 있다. 앨범은 발매하지마자 빌보드 200에서 1위를 거두었고, 일주일만에 74만장 넘게 팔렸다. 리한나가 참여한 두 번째 싱글인 "Love The Way You Lie"는 빌보드 핫 100에서 2위, 전 세계차트에서 10위권 진입에 성공했다. 싱글은 아니지만 수록곡들인 "Won't Back Down", "No Love", "25 To Life" 도 빌보드 차트 100위권 진입에 성공했다.
에미넴은 BET 어워드에서 보비 레이와 함께 "Airplanes Part II", "Not Afraid" 공연을 펼치기도 했었다. 2010년 6월 에미넴은 제이-지와 함께 투어가 시작될 것이라고 발표했고 곧 투어 제목이 The Home & Home Tour인 것으로 확인되었다. 투어 표는 빠르게 매진되었고, 이에 따라 추가 공연을 펼치기로 결정했었다. 한편 BET는 에미넴에게 21세기 최고의 래퍼라고 극찬을 펼치기도 했었다.
에미넴은 리한나와 함께 자신의 히트 싱글이였던 "Love The Way You Lie"의 속편이 발표될 것이라고 말했다. 속편에서는 리한나가 거의 모든 파트를 소화하며 여자의 관점에서 바라본 곡이라고 한다.
이 곡으로 리한나는 자신의 LOUD 앨범 투어에서 성공을 거두었다. 하지만 에미넴과 리한나는 모두 에미넴의 앨범에 수록된 자신의 원곡이 낫다고 밝혔고, 리한나와 속편의 제작을 고민했다고 말했다.
2012년 8월 19일에는 생애 최초로 내한공연을 열어, 국내팬들을 열광시켰다.
현재 에미넴은 Berzerk,Survival,Rap god, The monster 등 여러자기 자신의 힙합색깔을 가진 음반인 The Marshall Mathers LP 2를 공개하였다

### 2014~2016:Shady XV, Southpaw: Music from and Inspired by the Motion Picture
2014년 6월부터 에미넴과 그의 매니저 폴 로젠버그는 SNS 상에서 #SHADYXV 라는 해쉬태그를 사용하기 시작하였고, 에미넴은 무대에 그 해쉬태그가 붙은 티셔츠를 입고 나오기도 하였다. 2014년 8월 25일에, 에미넴의 공식 홈페이지에서 ShadyXV의 의미가 Shady Records(셰이디 레코드)의 다가오는 컴필레이션 앨범의 이름이라고 밝혔다. 같은 날에 ShadyXV에 들어갈 싱글 곡이 공개되었는데, 시아(sia)가 피처링한 "Guts over fear"라는 곡이다. 2014년 10월 29일엔 앨범의 트랙리스트가 공개되었다. 또한 Shady Records는 앨범의 홍보를 위해 18분 가량의 싸이퍼 무대를 유튜브에 업로드 하였다. 또 11월 11일에 곡의 세 번째 싱글로 Royce da 5' 9"(로이스 다 파이브 나인, Big Sean(빅 숀), "Trick trick(트릭 트릭)" "Danny Brown(대니 브라운)" 등이 피처링한 "Detroit vs Everybody"라는 곡이 공개되었다. Shady XV는 2014년 11월 24일에 공개되었고, Shady Records 소속인 Bad Meets Evil(배드 미츠 이블), Slaughterhouse(슬러터하우스), D12, Yelawolf(옐라울프) 등의 가수의 히트곡들 또한 포함되어 있다. 발매된 주에 138,000장의 앨범을 팔며, 빌보드 200에 3위에 오르게 되었다.
2015년 3월 12일에 'The VINYL LPS'라고 불리는 10개의 디스크가 포함된 한정판 LP를 발매하였고 26일에는 전 세계에 발매되었다.
2015년 7월 24일 영화 사우스포의 사운드트랙 앨범을 냈다. "Kings Never Die", "Phenomenal" 등이 수록되어있다. 빌보드 200 5위에 올랐다.
2017 ~ 현재 : Revival, Kamikaze
2016년 트위터에 "Campaign Speech"를 공개하며 앨범 작업 중이라고 밝혔다. 계속 루머가 돌았지만 2017년 10월까지 아무것도 나오지 않았다. 2017 BET Hip Hop Awards에서 "The Storm" 프리스타일을 했다. 트럼프 대통령에 대한 디스로 큰 화제가 되었다. 2017년 10월 25일 매니저 폴 로젠버그의 인스타그램 사진으로 힌트를 주기 시작했다. Revival을 약처럼 홍보했다. 2017년 11월 10일 첫 싱글 "Walk On Water"가 공개됐다. 2017년 12월 8일 홍보 싱글 "Untouchable"이 발매됐다. 앨범 발매되기 이틀 전 유출됐다. 2017년 12월 15일 발매되었다. 초동 26만 7000장을 팔며 빌보드 200 1위를 했다. 2018년 9월 25일 기준 순수 판매량 392000장이다. 미국에선 79만장 팔렸고 전세계에선 198만장 팔렸다. 에미넴 최악의 앨범이라는 평을 들었다.

## 성과
에미넴은 미국 닐슨 사운드스캔에 따르면 2000년대 가장 많은 음반 판매고를 올린 가수로, 세계적으로 8,650만 장의 음반 판매고를 올려 세계의 베스트셀러 음악 아티스트 중 한 명으로 올랐다. 에미넴은 자신의 유투브 공식 VEVO 페이지에서 지금까지 총 뮤직비디오 조회수 1억건이 넘었다고 발표했다. 에미넴은 《롤링 스톤》이 선정한 역사상 가장 위대한 아티스트 100인 순위 중 83위에 선정되었다. 2010년 MTV 포르투갈이 선정한 팝 음악 역사상 가장 큰 아이콘 순위에서는 7위에 선정되었다. 에미넴은 2010년 동안 9,400만 건의 스트리밍수를 기록해 그 어떤 가수 이상으로 높았다. 또한 《빌보드》에 따르면, 에미넴은 2000년대 결산 앨범 판매 차트 순위에서 상위 5위권에 2개의 앨범이나 진입시켰다. 영국에서는 1,250만 장의 음반 판매고를 올리고있다. 미국에서는 3,300만의 트랙 다운로드수와 4,090만 장의 음반 판매고를 올리고있다.

## 사생활

### 가족
에미넴은 킴벌리 앤과 2번 결혼을 하였다. 에미넴이 15살이고 킴벌리가 13살일 때, 고등학교에서 만났으며, 당시 그는 LL Cool J의 "I'm Bad"을 부르고 있었다. 1989년, 킴과 그의 쌍둥이 자매 다운은 집에서 뛰쳐나와 에미넴과 그의 어머니가 사는 집으로 갔고, 에미넴과 킴의 만났다 헤어지길 반복하는 관계가 시작되었다.
에미넴과 킴의 친딸인 헤일리는 1995년 12월 25일에 태어났다. 에미넴과 킴은 1999년 결혼하였고, 2001년에 이혼한다. 2006년 1월에 재결합하였다가, 헤일리에 대한 공동 양육권을 가지며 4월에 이혼하였다. 또한, 에미넴은 킴의 쌍둥이 자매의 딸인 알리나와 별거 기간 동안 킴이 다른 남자와 낳은 딸 휘트니를 입양하였다.

### 머라이어 캐리와의 관계
에미넴과 머라이어는 2000년대에 들어, 머라이어가 자신의 음반을 작업하는 과정에서 몇 번의 만남을 가졌다. 그러나 에미넴의 거절로 머라이어와의 작업은 이루어지지 않았다. 그 후 에미넴은 머라이어와 자신은 연인 사이였으며, 변태적 성관계를 가진 적도 있다고 언론에 폭로했다. 머라이어 측은 이 소문에 대해 말도 안 되는 루머라며 일축했으나 에미넴이 자신의 앨범에서도 머라이어에 대해 언급하며 머라이어가 자신에게 집착했었다는 듯 말하자, 머라이어도 2002년작 "Charmbracelet" 앨범에서 'Clown'이라는 곡을 통해 맞섰다. 이후 머라이어는 파파라치의 질문이나 인터뷰에서 에미넴에 대한 질문에 '누군지 모른다.', '나는 캔디(M&M)는 먹지 않는다.'며 그녀만의 방식으로 대처하며 해당 루머에 대해 일축했다. 그러나 에미넴은 꾸준히 머라이어를 괴롭히며 공공연히 그녀를 괴롭혔다. 특히 2009년에 발매된 앨범 'Relapse'에 수록된 곡 'bagpipes from baghdad'에서 그는 그녀의 남편인 닉 캐논과 그녀에 대해 이야기했으며, 머라이어 캐리가 새 신보 싱글로 그의 디스곡 'Obsessed'로 비난(그러나 머라이어는 '에미넴이 누군지 모르며, 이 곡은 그와 관련이 있는 곡이 아니다'라며 부정했다.)하자 에미넴은 'The warning'으로 'Obsessed'를 맞디스했다. 머라이어 측의 입장 표명에도 불구하고 에미넴이 계속해서 머라이어와의 관계가 사실이라 주장하며 그녀와 그녀의 남편을 괴롭히자, 그녀의 남편인 닉 캐논은 최근 자신이 진행하는 라디오를 통해, 에미넴에게 복싱대결을 신청하여 눈길을 끌고 있다.

### 약물 문제
에미넴이 그가 처방받은 Vicodin(바이코틴), Ambien(앰비엔), Valium(바륨)에 대해 이야기를 한 적이 있다. 그의 그룹 친구인 D12에 속한 프루프(Proof)가 2002년에 에미넴이 약물과 알코올로부터 깼다("sobered up")라고 말하였다. 8 mile(8 마일)을 제작할 때, 하루에 16시간 동안 일을 하였고, 잠을 청할 때 문제가 생기기 시작하였다.

### 프루프(Proof)의 죽음
2006년 4월 11일 에미넴의 제일 친한 친구이자 D12의 멤버인 프루프(Proof)가 클럽에서 시비가 붙어 총격으로 사망했다.
에미넴은 그에 관해 입을 열며 침묵을 깨고 서면을 통해 프루프의 죽음에 대해 애도를 표했다.
에미넴은 그가 거둔 성공을 프루프 덕으로 돌렸다. 에미넴은 옆에서 용기를 주고, 영감을 주던 프루프가 없었다면 마샬 매더스(에미넴의 본명)는 에미넴이나 슬림 셰이디가 절대 될 수 없었을 것이라고 말했다.
또 에미넴은 친구이자 아버지였고 디트로이트 힙합의 심장이자 대사였던 프루프를 영원히 그리워할 것이라고 말했다.

## 음반 목록
정규 앨범
- Infinite (1996)
- The Slim Shady LP (1999)
- The Marshall Mathers LP (2000)
- The Eminem Show (2002)
- Encore (2004)
- Relapse (2009)
- Recovery (2010)
- The Marshall Mathers LP 2 (2013)
- Revival (2017)
- Kamikaze (2018)
- Music To Be Murdered By (2020)
- Music To be Murdered By-Side B (2020)
- The Death of Slim Shady (Coup de Grâce) (2024)

컴필레이션 앨범
- 8 Mile (2002)
- Curtain Call: The Hits (2005)
- Eminem Presents: The Re-Up (2006)
- Shady XV (2014)
- Gospel (2022)

디럭스 앨범
- Relapse: Refill (2009)
- The Eminem Show (Expanded edition)

싱글 앨범
The Slim Shady LP
- Just Don't Give A Fuck (1998)
- My Name Is (1999)
- Role Model (1999)
- Guilty Conscience (feat. Dr.Dre) (1999)

The Marshall Mathers LP
- The Real Slim Shady (2000)
- The Way I Am (2000)
- Stan (2000)
- I'm Back (2001)
- Bitch Please II (2001)

The Eminem Show
- Without Me (2002)
- Cleanin' Out My Closet (2002)
- Superman (2003)
- Sing For The Moment (2003)
- Business (2003)

Encore
- Just Lose It (2004)
- Mosh (2004)
- Encore (2004)
- Like Toy Soldiers (2005)
- Mockingbird (2005)
- Ass Like That(2005)

Curtain Call: The Hits
- When I'm Gone (2005)
- Shake That (2006)

Relapse
- Crack A Bottle (2009)
- 3.a.m. (2009)
- We Made You (2009)
- Beautiful (2009)

Recovery
- Not Afraid (2010)
- Love The Way You Lie (2010)
- No Love (2010)
- Space Bound (2011)

The Marshall Mathers LP 2
- Berzerk (2013)
- Survival (2013)
- Rap God (2013)
- The Monster (2013)
- Headlights (2013)

Revival
- Walk On Water (2017)
- River (2017)
- Nowhere Fast (2018)

- Kamikaze

- fall (2018)
- Venom (2018)
- Lucky You (2018)
- KILLSHOT (2018)
- Killer (Remix)  (2021)

OST 앨범
- 'Till I Collapse (2011)(리얼 스틸 OST)
- Kings Never Die (2015)(사우스포 OST)
- Without Me (2016)(수어사이드 스쿼드 OST)
- My Name Is (2019)(샤잠! OST)
- Venom (2018)(베놈 OST)

## 투어
- Up in Smoke Tour (2000)
- Anger Management Tour (2002-2005)
- The Home & Home Tour (2010)
- The Recovery Tour (2010-2012)
- The Monster Tour (2014)

## 수상내역
- 1999년 MTV 비디오 뮤직 어워드 베스트 신인 아티스트 상
- 2000년 MTV 비디오 뮤직 어워드 베스트 남자 뮤직비디오상/베스트 비디오/베스트 랩 비디오 상
- 2000년 그래미 어워드 베스트 솔로 퍼포먼스 상/베스트 앨범 상
- 2001년 그래미 어워드 베스트 솔로 퍼포먼스 상/베스트 힙합 듀오 상/베스트 앨범 상
- 2001년 빌보드 뮤직 어워드 베스트 힙합 뮤직비디오/ 맥시멈 비젼 상
- 2002년 MTV 유럽 음악상 최고 앨범상, 최고 남성 가수상, 최고 힙합 아티스트
- 2002년 빌보드 뮤직 어워드 올해의 앨범
- 2002년 MTV 비디오 뮤직 어워드 베스트 비디오/남자 비디오/감독/랩 비디오 상
- 2003년 틴 초이스 어워드 최고의 배우상
- 2003년 제30회 아메리칸 뮤직어워드 팝 /록, 소울 /R&B 남성가수, 앨범상
- 2003년 그래미 최우수 랩 앨범상/랩 뮤직비디오 상
- 2004년 월드엔터테인먼트뉴스 네트워크 선정 최우수 남자가수
- 2004년 그래미 어워드 베스트 솔로 퍼포먼스 상/베스트 랩송 상/
- 2005년 제33회 아메리칸 뮤직어워드 랩/힙합부문 최우수 남자아티스트상
- 2009년 제26회 MTV 비디오 뮤직 어워드 최우수 힙합 비디오상
- 2009년 빌보드 뮤직 어워드 이시대 가장 뛰어난 아티스트 200인 선정
- 2010년 제52회 그래미 어워드 최우수 랩 앨범상/베스트 듀오 퍼포먼스 상
- 2011년 제53회 그래미 어워드 최우수 랩 앨범상/베스트 랩 솔로 상

등 총 173개의 상 수여받음
이를 바탕으로 에미넴은 자신의 순위를 한 층 올릴 수 있었다.

## 같이 보기
- 유러피언 핫 100 싱글
- 대중음악의 별명 목록